# Acueducto El Saucillo

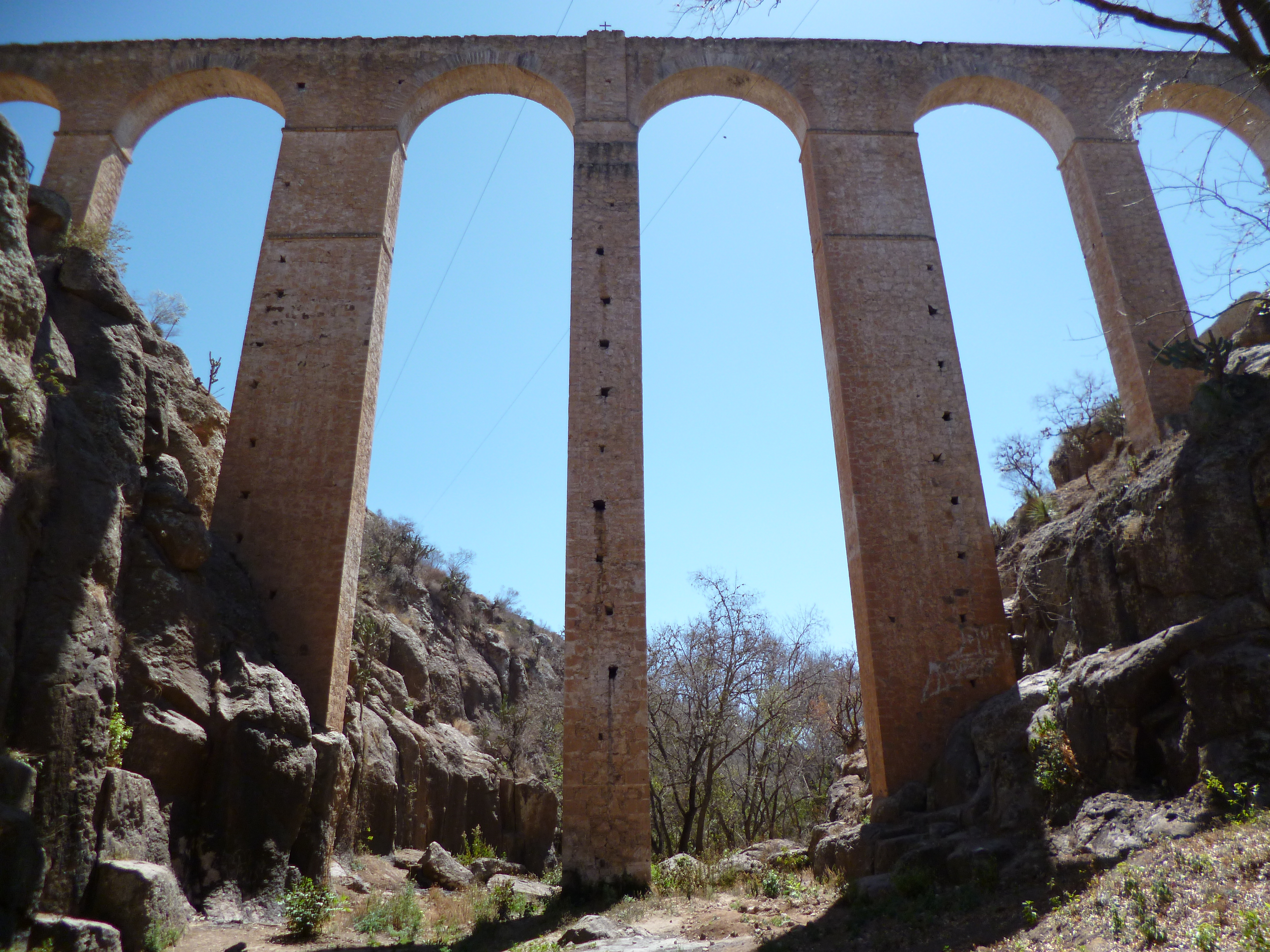
Arcos del acueducto.

El acueducto El Saucillo es un puente caminero y acueducto de México construido entre 1732-1738 en el municipio de Huichapan, estado de Hidalgo en México.

## Historia
En el diario del capitán Manuel González Ponce de León, benefactor de Huichapan y dueño de la mayoría de las Haciendas y Ranchos de la entonces provincia de Xilotepec, siendo el capitán quien ordenase y financiara la construcción del primer cuadro de la Villa de Huichapan, dentro de ella iglesias, presas, casonas y grandes aportaciones económicas para los pobres de la zona.
Esta gran extensión es atravesada por un cañón hoy conocido como Arroyo hondo que por su profundidad resultaba un problema para el traslado de las siembras, cargadas en burros o mulas, que con el peso de los bultos de la semilla, se desbarrancaban, además existía la falta de agua en la parte baja de lo que hoy es Hacienda Tocofani, parte importante de la Hacienda El Saucillo, por lo que arquitecto Antonio Simón propuso a don Manuel la construcción de la arquería que serviría a la vez de puente y acueducto, la construcción del mismo dio inicio en el año 1732 y terminado por su dificultad hasta el año 1738 (6 años después).

## Arquitectura

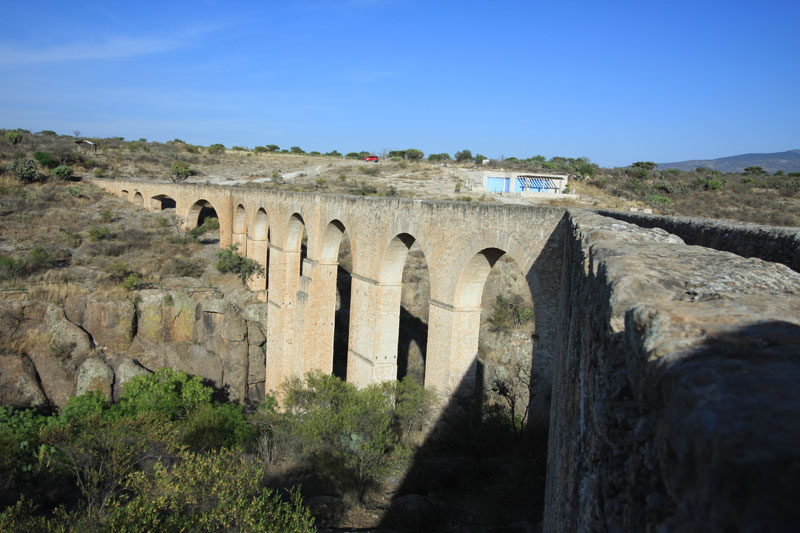

Este acueducto cuenta con 14 arquerías, una longitud de 155 metros y una altura de 44 metros. En el punto central aparece una cruz la cual fue colocada por tradición al terminar la obra por nuestros ancestros y del lado izquierdo de la parte frontal de la cruz de metal antiguamente de cantera observamos un Cristo sin el brazo derecho incrustado en la misma cantera.
Los accidentes que la construcción de esta obra arquitectónica fueron muchos ocasionados por el peso de las lozas de cantera que se tenían que rodar desde la parte alta, pero el contrapeso era con malacates que entre varios hombres los descargaban y el mismo peso llegó a ser la causa de muertes tan numerosas que este cañón llegó a ser bautizado con el nombre de Cañón del diablo. La cal era trasladada desde Ninthi (comunidad del municipio de Tecozautla) por arrieros acarreada en burros y mulas; posteriormente convertían la cal en un mortero compuesto con nopal, agua, arena y piedra caliza para la construcción del acueducto. La arena así como la cantera eran extraídas del mismo lugar, donde aun podemos apreciar los vestigios de la cal, cantera y arena.